# Четыре возраста (соната)
«Большая соната: Четыре возраста» (фр. Grande sonate: Les quatre âges) ― четырёхчастная соната для фортепиано Шарля Валантена Алькана. Название сонаты связано с тем, что каждая её часть изображает жизнь мужчины в определённом возрасте (20, 30, 40 и 50 лет). Произведение композитор посвятил своему отцу, Алькану Моранжу. Соната была впервые опубликована в 1847 году.
Характер композиции отличается от характера типичной классической сонаты тем, что её части с каждым разом становятся всё медленнее.

## Структура

### 20 лет
Соната начинается с быстро исполняемой пьесы «20 лет». Тональность пьесы ― ре мажор, но также встречаются секции в параллельном си миноре. Темп ― très vite (очень быстро). Алькан изображает частую смену характера молодого человека, используя «неожиданные» аккорды ― например, си-бемоль мажорное трезвучие после пассажа в ре миноре. Алькан также отмечает характер этого аккорда ― «ridente» (в переводе с итальянского ― смеющийся).
Тональность, темп и форма этой части аналогичны Скерцо № 1 Фридерика Шопена (опус 20). Таким образом, в произведении с самого начала демонстрируется новаторская идея ― соната начинается со скерцо. Хотя эта часть и начинается в ре мажоре, её мелодия в среднем разделе переходит в си минор, а заканчивается пьеса в си мажоре октавами и широкими аккордами.

### 30 лет
Вторая часть «30 лет» начинается в ре-диез миноре (то есть её тональность на полтона выше тональности первой части) и заканчивается в параллельном фа-диез мажоре. Эта часть имеет подзаголовок «Quasi-Faust» и написана в сонатной форме. Темп ― assez vite (довольно быстро). В начале пьесы Алькан изображает звучание фанфар.
Пианист Рональд Смит так комментирует первую тему этой пьесы:
Двойственность этой темы изображает двойственную природу человека. Новшества музыкального языка, применённые в этой части, на шесть лет опережают подобные новаторские идеи в «Сонате си минор» Листа.
Однако Смит также отмечает, что Алькан больше придерживался классической формы произведений, чем Лист.
Эта часть сонаты является самой сложной технически, поскольку в ней встречаются чрезвычайно быстрые аккорды и октавы, огромные скачки в обеих руках и пассажи. В среднем разделе звучит короткая восьмиголосная фуга.
Пианист Рэймонд Левенталь писал об этой части: «это на самом деле соната внутри сонаты … она является её вершиной, и это самая длинная и самая сложная часть. Она очень хорошо слушается как отдельное произведение».

### 40 лет
Третья часть «40 лет» имеет второе название ― «Un heureux ménage» (с французского ― «Счастливая семья»). Эта пьеса иллюстрирует семейную жизнь мужчины. В ней присутствуют разделы, изображающие детей и семейную молитву. Тональность пьесы ― соль мажор, темп ― lentement (медленно).

### 50 лет
Соната заканчивается пьесой «50 лет», имеющей подзаголовок «Prométhée enchaîné» («Прикованный Прометей»). Эта часть имеет серьёзный, иногда даже мрачный и пессимистичный характер. Она изображает пожилого человека, готовящегося к смерти. Пьеса написана в тональности соль-диез минор и имеет такое же тональное отношение к третьей части, как вторая к первой. Темп ― extrêmement lent (крайне медленно).
Вопреки традициям классической музыки, тональность, в которой заканчивается соната, очень далека от той, в которой она начинается.